# فهرست شرکت‌های هواپیمایی تاجیکستان
این لیستی از هواپیمایی‌هایی است که در تاجیکستان فعالیت دارند یا داشته‌اند.

## هواپیمایی‌های زمانبندی‌شده
| ASIAWAYS |

| EAST TAJIK |

| SAMAR AIR |

## هواپیمایی‌های باری
| شرکت هواپیمایی | تصویر | یاتا | ایکائو | شناسهٔ تماس | آغاز به کار | یادداشت |
| -------------- | ----- | ---- | ------ | ---------- | ----------- | ------- |
| ختلان ایر      |       |      | KHT    | KHATLON    | ۲۰۱۲        |         |
| آسیا ایرویز    |       |      | ASW    | ASIAWAYS   |             |         |